# Kisújszállás
Kisújszállás je město v Maďarsku v župě Jász-Nagykun-Szolnok v okrese Karcag. Leží asi 130 km východně od Budapešti a 45 km od Szolnoku.
Má rozlohu 205,27 km² a v roce 2013 zde žilo 11 469 obyvatel.

## Historie
Oblast je osídlena již 4–5 tisíc let. V letech 1243–1246 se zde usadili Kumáni. V roce 1557 zde žilo 120 lidí. Za osmanských vojenských útoků byl Kisújszállás opakovaně opuštěn. Město bylo poté znovu vybudováno a dosídleno. Aby toto bylo možné, bylo místní obyvatelstvo osvobozeno od placení daní. Dosidlování bylo natolik úspěšné, že populační boom umožnil, aby z Kisújszálláse odešli později lidé osidlovat oblast dnešní Vojvodiny v Srbsku. Roku 1806 získala obec statut města s tržním právem.
Od roku 1848 se sem směli usazovat Židé.
V roce 1857 sem byla zavedena železnice. 

## Pamětihodnosti
V centru města se nachází kostel reformované církve.

## Doprava
Severně od města prochází silnice č. 4 celostátního významu. Městem Kisújszállás vede také železniční trať ze Szolnoku do Debrecína.

## Rodáci
- Katalin Karikóová (* 1955), biochemička, nositelka Nobelovy ceny, spoluautorka vakcíny proti covidu-19.
- Sándor Illésy (1769–1832) císařský a královský generálporučík

## Partnerská města
- Eberschwang, Rakousko
- Pačir, Srbsko
- Săcele, Rumunsko
- Sere, Ukrajina
- Spišská Nová Ves, Slovensko
- Wilamowice, Polsko

## Letecké snímky města

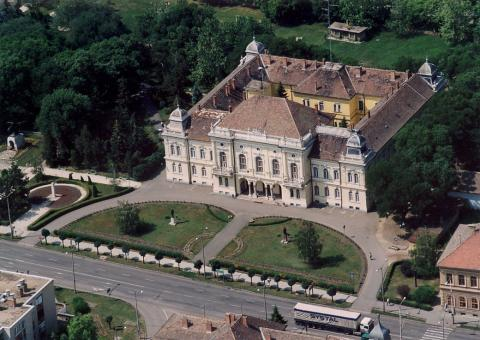
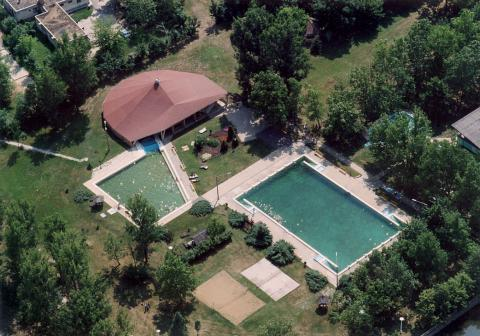
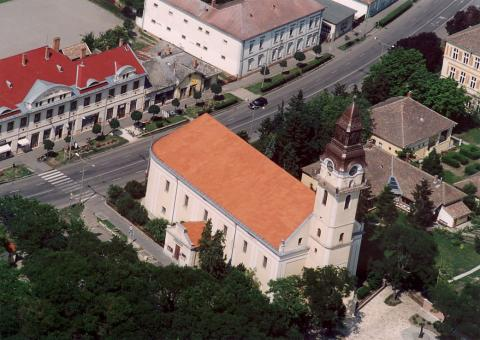